# Trượt ván trên tuyết

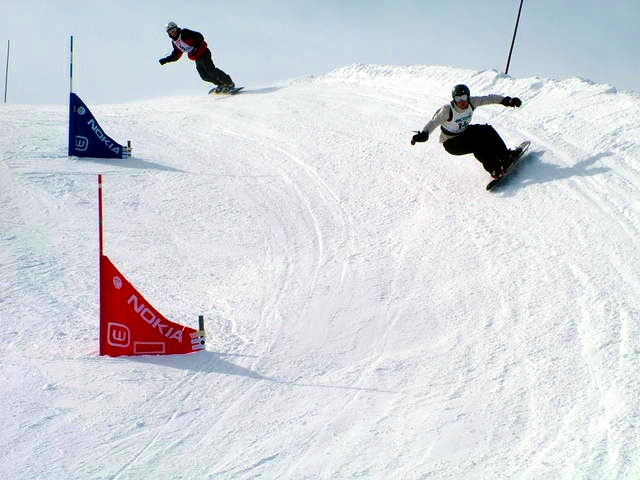
Trượt ván trên tuyết

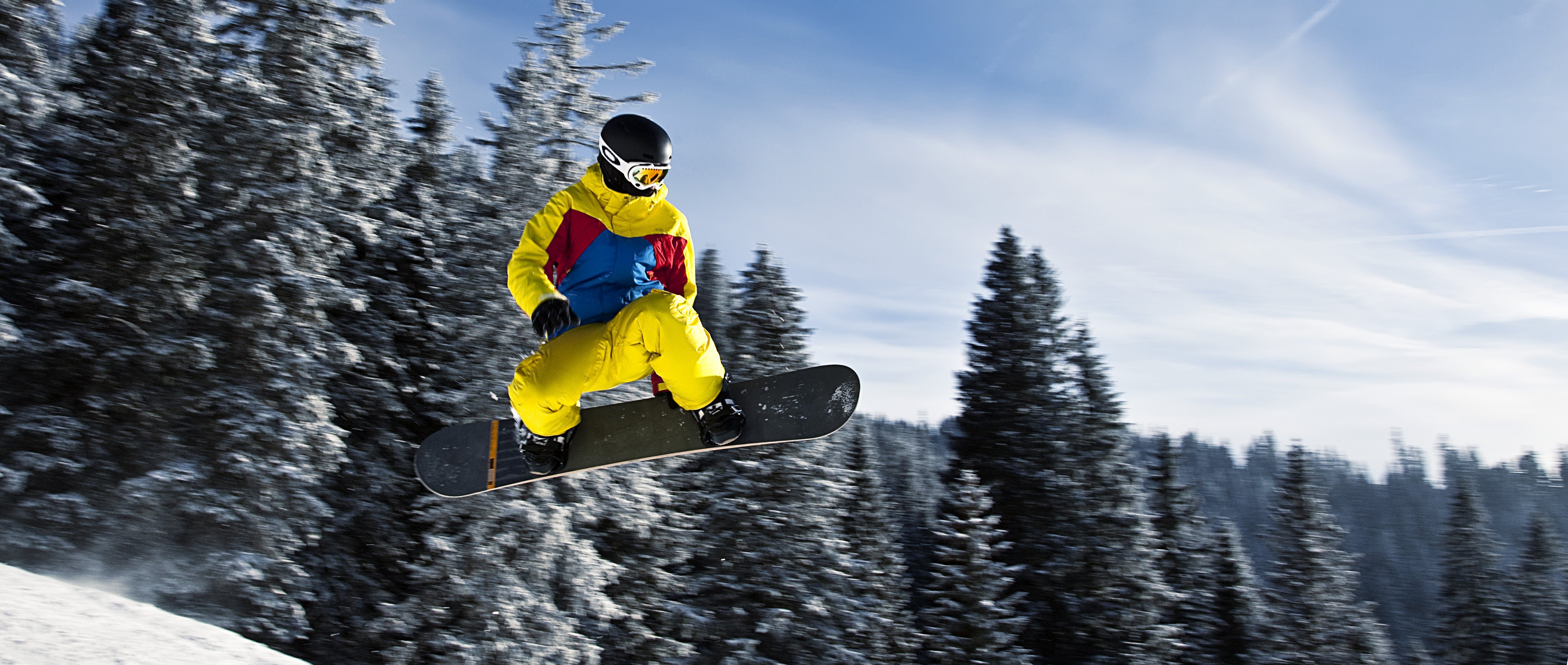
Trượt ván trên tuyết tại Tannheim, Áo

Trượt ván trên tuyết (snowboarding) là một hoạt động giải trí ngoài trời vào mùa đông có liên quan đến trượt một con dốc được che phủ bởi tuyết khi đứng trên một ván trượt (snowboard) gắn liền với bàn chân của người trượt.
Sự phát triển của trượt ván trên tuyết lấy cảm hứng từ trượt ván, xe trượt tuyết, lướt sóng và trượt tuyết. Nó được phát triển tại Hoa Kỳ trong những năm 1960 bởi Sherman Poppen và trở thành một môn thể thao chính thức của Thế Vận hội vào năm 1998. Độ phổ biến của môn này (được so theo doanh thu bán hàng) đạt đỉnh điểm vào năm 2007 và từ đó đã suy giảm dần.

## Cấu tạo

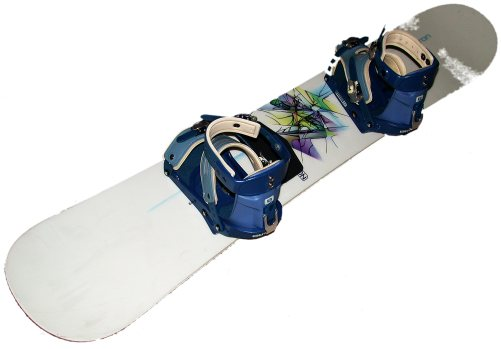
Một miếng ván trượt với phần gắn kết (Kiểu mẫu thập niên 90)
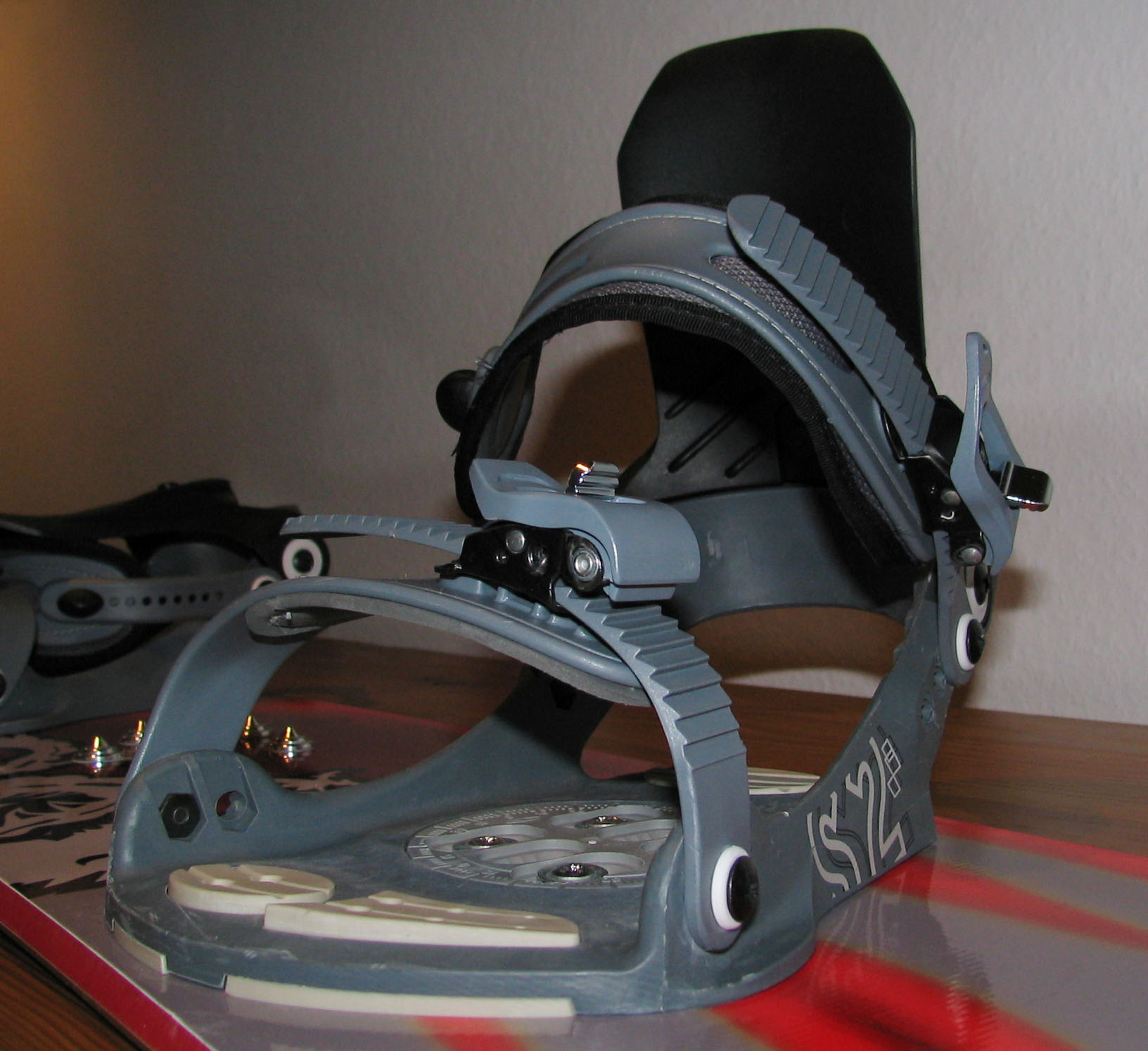
Phần gắn kết chân vào ván (softbinding)
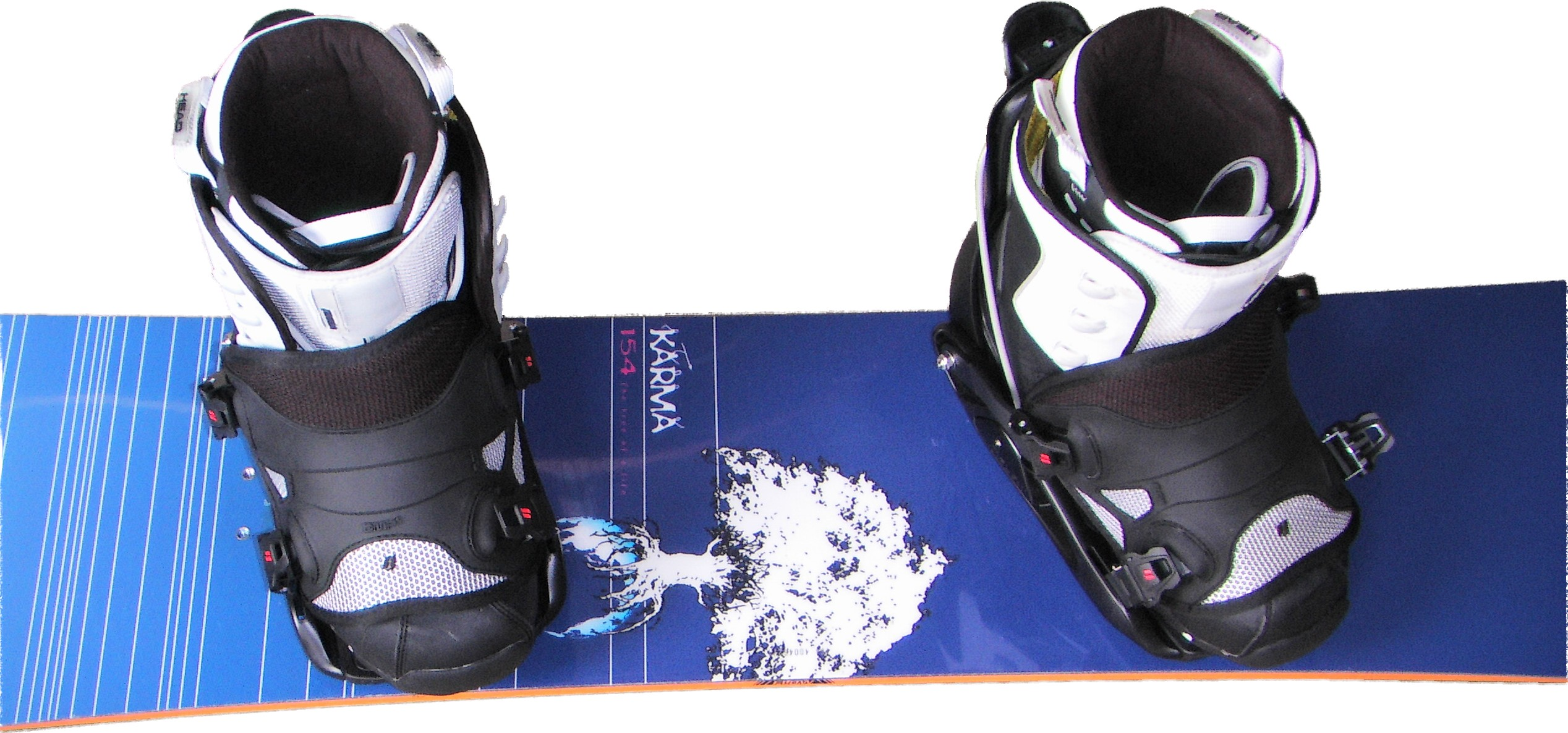
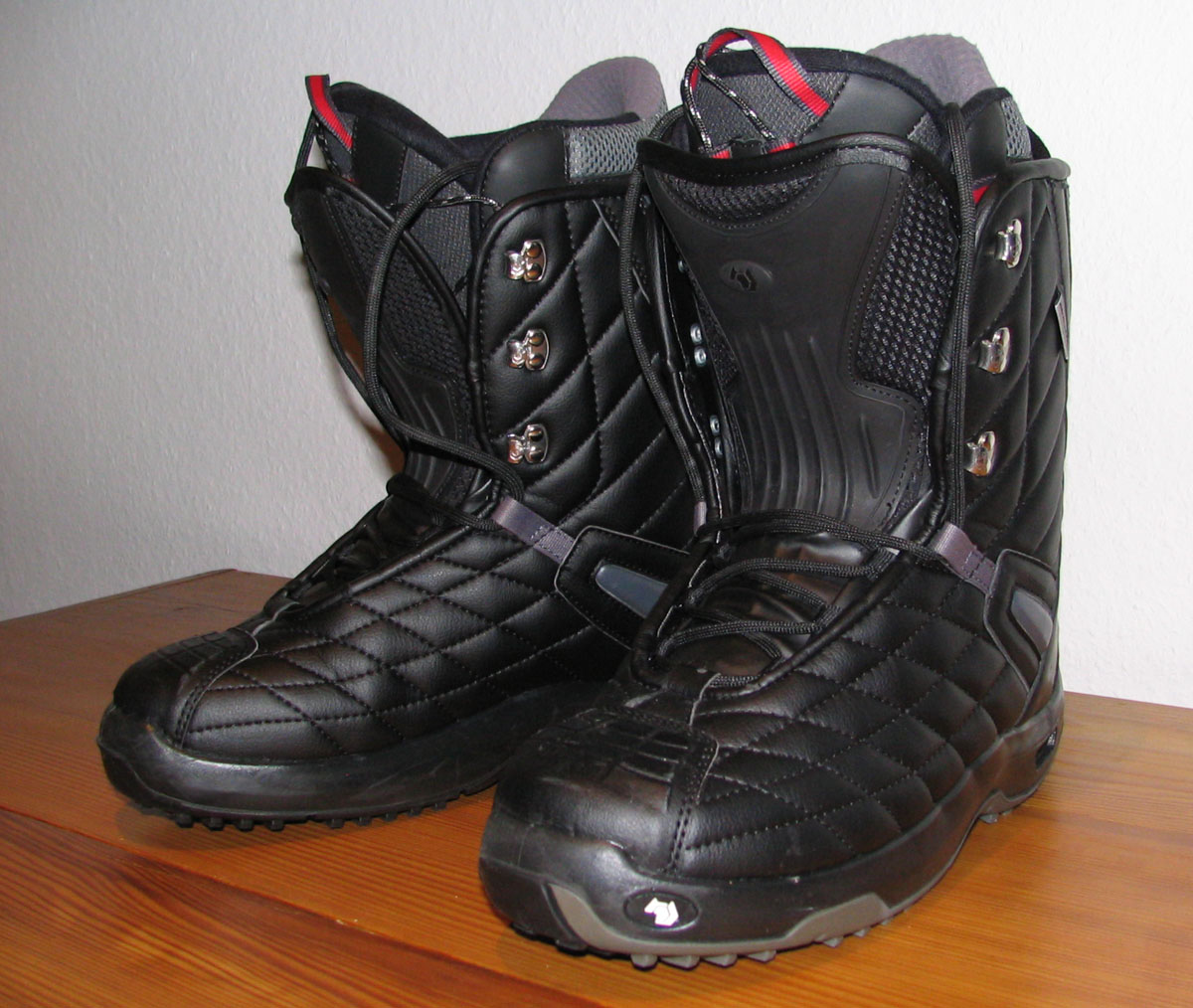
Giày (softboots)